# Borda da Mata
Borda da Mata est une municipalité brésilienne de l'État du Minas Gerais et la microrégion de Pouso Alegre.